# 白山一里野温泉
白山一里野温泉（はくさんいちりのおんせん）は、石川県白山市（旧国加賀国）にある温泉。中宮温泉とあわせて白山温泉郷とも呼べるが、距離的な面からして一般的とはいえない。周辺は石川県の白山一里野県立自然公園に指定されている。

## 泉質
白山一里野温泉の湯は岩間温泉から引いている。
- 塩化ナトリウム物泉（弱食塩泉）[2]
- 源泉温度：96℃[2]
- 湧出量：毎分600リットル弱[2]

## 温泉街
標高540m付近の高原にある温泉地。白山白川郷ホワイトロードの入り口にあり、スキー場がある。豊富で高温の源泉があるが、遊興的温泉街要素は少ない。
中宮温泉は冬季に閉鎖されるが、一里野温泉は冬季も営業している。
日帰り温泉施設としては「温泉センター天領」がある。（屋内プールも完備）

## 歴史
1973年に源泉開発が実施された。1974年に手取川ダムが完成した後の過疎対策としての源泉開発である。
一帯は、1961年（昭和36年）4月1日に厚生省告示第73号により「白山温泉郷」として国民保養温泉地に指定されており、白山一里野温泉も開湯後にこの一部に加わる。（この「白山温泉郷」はあくまで指定する際の名称であり、実態として白山温泉郷が形成されていたわけではない。）
2020年12月から温泉が利用できなくなり、翌年の2021年4月に尾添地域を流れる中ノ川の左岸斜面（新岩間温泉の約600メートル上流）が県道を巻き込んで崩落し、当該県道の下を通る引湯管が破断していることが確認されたと発表された。また、2022年9月には8月の大雨の影響で湯元の源泉施設が壊れていることが発表された。この引湯設備の損傷について復旧の見通しは立っていない。

## アクセス
金沢駅、もしくは北陸鉄道石川線鶴来駅より北鉄白山バス白峰、瀬女方面行き乗車、「瀬女」バス停で下車し、白山市コミュニティバスめぐーる尾口ルートに乗りかえ、白山一里野下車。